# Belén Gualcho
Belén Gualcho ist eine Gemeinde (Municipio) im Departamento Ocotepeque in Honduras. 
Der kleine Ort wurde im Jahr 1715 inmitten der honduranischen gebirgigen Landschaft des Departamento Ocotepeque gegründet und liegt in der Nähe von Gracias, im Süden liegt San Sebastian. Das auffallendste Gebäude im Ort ist die im Kolonialbaustil errichtete Kirche La Trinidad. Am Sonntag ist Markttag, an dem sich Angehörige der Volksgruppe der Lenca im Ort mit den nötigsten Dingen für den täglichen Bedarf versorgen und auch selbst verkaufen. 